# 詹路易吉·布冯

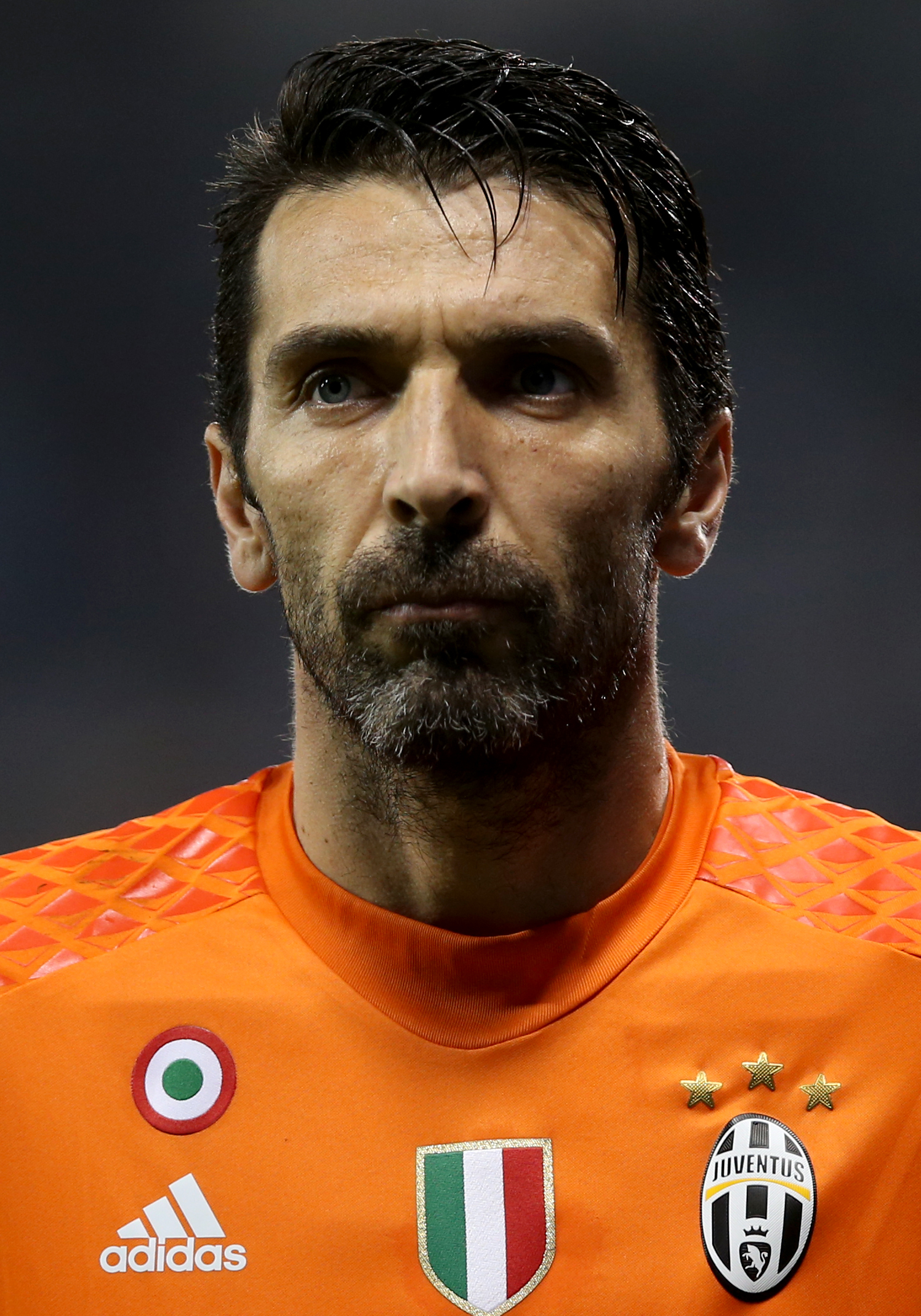
布冯在尤文图斯担任门将（2017年）

詹路易吉·“吉吉”·保方（義大利語：Gianluigi "Gigi" Buffon，義大利語發音：[dʒanluˈiːdʒi bufˈfɔn, -ˈfon]；1978年1月28日—）足球史上最佳守門員之一，是一位意大利退役職業足球員，司職守門員。他曾經效力意甲球隊祖雲達斯長達二十年。現任意大利國家足球隊代表團團長。
他是前任意甲球會祖雲達斯第一隊長和前意大利国家队隊長，他是現代足球史上最佳守門員之一，亦是繼佐夫後表現最出色的意大利門將，守門技術極為出色，撲救時極少脫手，表現長期穩定，香港足球評述界亦多以「保方保方，保住後方」來盛讚其出色的龍門把關能力。在球王比利評選的125位最出色的在世足球运动员（FIFA 100）名單，布冯名列其中。
他於帕尔马出道，其後轉會至祖雲達斯，並帶領祖雲達斯獲得多屆意甲冠軍；在國家隊，他長期擔任正選，是意大利奪得2006年世界盃冠軍的關鍵功臣之一。他曾保持守門員最高轉會費的紀錄长达十七年 ，直到2018年被打破。
在國際足球歷史及統計協會（IFFHS）評選的二十一世紀世界最佳門將中，保方以1分優勢壓倒卡斯拿斯成為了21世紀的最佳門將。保方亦被國際足球歷史及統計協會評選為過去四分一世紀（1987年-2011年）世界最佳门将。
保方作為門將曾經奪得國內聯賽意甲冠軍、國內盃賽、世界盃冠軍等，他一生最遺憾的就是未能拿下歐洲冠军联赛冠軍，他在2003年決賽對陣AC米蘭、2015年決賽對巴塞罗纳、2017年決賽對皇家馬德里均屈居亞軍，但他作為門將的表現已廣獲球迷肯定。

## 球會

### 早年及帕爾馬
布冯早在13歲加入了帕爾馬青年隊。1995年，17歲的布冯已升上帕爾馬一隊展開其職業生涯。其後布冯在帕爾馬打出名堂，布冯與、卡纳瓦罗等人構成一條堅固的防線，帕爾馬晉身成為意甲七雄之一。1999年他協助帕爾馬贏得歐洲联盟杯。

### 祖雲達斯
布冯的表現令不少意大利大球會都開始出手斟介保方。
2001年夏季，23歲的布冯以破世界紀錄的5100萬歐元轉會費，轉會到祖雲達斯，直接令當時的正選荷蘭國門轉會至富勒姆。2003年他協助球會打入歐冠杯決賽，可是不敵同國對手AC米蘭而屈居亞軍。2003年8月，在摩納哥舉行的年度頒獎大會上，歐足聯公佈了2002-03賽季歐洲各項最佳名單，布馮憑藉在歐洲冠軍聯賽上的優異表現，被評為歐洲足協最有價值球員——以守門員的身份獲得歐洲足協最有價值球員，這在歷史上還是第一次。同時，布馮還被評為歐洲足協足球會獎最佳門將。
2004年夏天卡佩羅來到尤文圖斯出任主教練。在他的執教下，球會和保方連續贏得2004-05及2005-06賽季的意甲聯賽冠軍。
因2006年意甲醜聞，保方多次傳出會轉投意甲的國際米蘭和AC米蘭，但最後與亚历山德罗·德尔·皮耶罗等人留隊祖雲達斯征戰意乙聯賽，幫助祖雲達斯獲得了2006-2007賽季的意乙冠軍，成功重返甲組。2007年5月保方公開表示欲在來季出賽歐聯，這使意大利媒體估計保方極有可能於來季離隊。
2007-08年球季，祖雲達斯取得聯賽第三名，獲得歐聯入場券，故即使08年夏季曼城斥資6000萬磅收購，保方仍拒絕曼城的邀請。
在2011-12球季，保方以穩健的防守（21場不失球，出场35次只丢了16球）和一眾球員的出色表現協助祖雲達斯以聯賽全季不敗的輝煌戰績重奪失落多年的聯賽冠軍。這亦是祖雲達斯第28個意甲冠軍，亦是保方在意甲聯賽中第5個冠軍。
2012-13賽季開季前，隊長亚历山德罗·德尔·皮耶罗離隊，保方被任命為新隊長。2012年8月，在意大利超級盃上擊敗拿坡里奪標。9月22日，歐聯對陣衛冕冠軍車路士的小組賽是保方第400次為祖雲達斯出場，雙方打成2-2平手。
2014/15賽季，這一次作為隊長的保方帶領祖雲達斯進入歐冠決賽，面對著坐擁南美三大球王級前鋒的巴塞隆納屢救險球，但奈何巴塞隆納進攻火力實在非常驚人，最終祖雲達斯以3-1比數落敗，保方再一次與冠軍擦身而過，賽後眾多球迷表示保方即使年屆37，但在決賽的表現仍是世界頂級，所以世界最佳門將稱號實至名歸。
2016/17賽季，保方再度帶領祖雲達斯進入歐冠決賽，但最終祖雲達斯以4-1不敵皇家馬德里，保方三度闖進歐冠決賽，卻無緣舉起歐冠獎盃。
2018年5月17日，保方宣佈季尾離開祖雲達斯。

### 巴黎聖日耳門
2018年7月6日，保方與祖雲達斯的合約完結後，以自由轉會方式加盟巴黎聖日耳門，簽約一年，年薪達800萬歐元。

### 回歸祖雲達斯
2019年7月4日，保方正式重返祖雲達斯，他和老東家簽約一年，並由他的老隊友-派路成為教練。保方亦有非常高的紀律性，出色的接球能力，非常好的站位，和經驗。在2021年度欧洲冠军联赛中，七次零封對手的射門，由此成為了球隊的正選。
2021年5月11日，保方宣布將於2020-21賽季末離開祖雲達斯。
2021年5月19日，保方以首發參加了祖雲達斯在2021年意大利杯決賽中以2比1擊敗亞特蘭大的比賽；比賽結束後，他獲得了冠軍的榮譽，這是他職業生涯的第六場冠軍，與羅貝托·曼奇尼一樣，是奪冠次數最多的球員。

### 回歸帕爾馬
2021年6月17日，意大利俱樂部帕爾馬宣布，布馮在離開20年後重返他的第一家俱樂部。這位43歲的球員在合約到期離開祖雲達斯後，與帕爾馬簽訂了一份為期兩年的合約。
2022年2月5日，在客場0-0戰平貝內文托後，布馮成為男足中首位保持500場不失球的門將。2月28日，布馮和帕爾馬續約至2024年，屆時他將年滿46歲。
2023年8月，45歲的布馮宣布自己掛靴，結束其28年的職業生涯。

## 国家队
布馮早於1996年入選意大利21歲以下國家足球隊，是當年欧洲U-21足球锦标赛冠軍成員之一，之後參加了1996年奧運會的足球比賽。他在1997年10月29日在莫斯科對俄羅斯的一場世界杯附加賽中首次代表國家隊出場，成為國家隊史上第二年青門將。翌年還入選了意大利國家隊出戰1998年世界杯的二十三人名單，乃該年廿三人之中最年青者。2000年，布馮成為意大利參加2000年歐洲足球錦標賽的隊員之一。
2000年欧洲锦标赛，布馮在赛前受傷，托度取代了他作為意大利主力門將。
在因傷錯失了2000年歐锦杯以後，他以正選身份參加了2002年世界杯。該屆意大利隊與東道主韓國隊在16強戰中相遇，在加時賽第117分鐘，布馮把守的球門被韓國球員安貞煥攻破，意大利隊死于金球出局。
2004年歐洲锦标赛，丹麥隊戰和瑞典隊2:2的默契球使意大利隊三戰一勝二和得五分的成績提早出局。

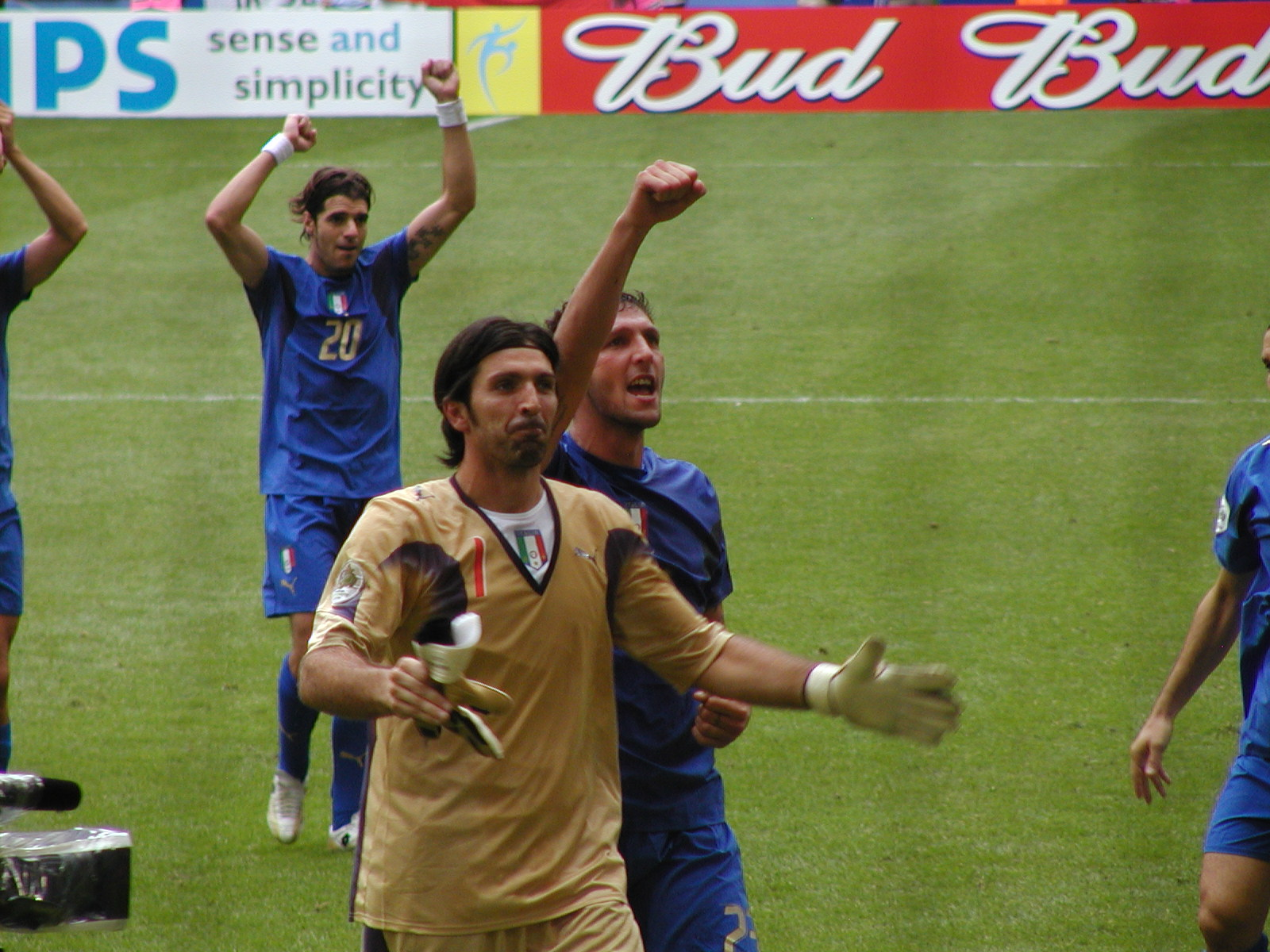
布馮為意大利奪得2006年世界盃冠軍

直至2006年前往德國參加2006年世界杯後，布馮以驕人和突出之表現，多次瓦解對方攻門，由分組賽至決賽只失兩球（薩卡度烏龍球及施丹決賽點球）。其中八強賽他更因撲出一個關鍵射門，而頭部撞柱。但他未有退下，繼續奮不顧身把守最後大門。於決賽第104分鐘又撲出施丹的關鍵頭球攻門，為意大利力保不失。在点球大战中因其球會隊友查斯古特射失唯一一球點球，意大利隊最終擊敗法國隊贏得2006年世界杯冠軍。為表揚其對國家隊的貢獻，當屆世界杯組委會把世界杯雅辛獎授予布馮，布馮亦得到2006年金球獎第二名。
2008年歐洲國家盃中，布馮以隊長身份參賽，意大利隊以2006年世界杯主要陣容出戰，半準決賽遭遇西班牙隊，由於他與卡斯拿斯的傑出撲救令兩隊賽和0︰0，僅以互射十二碼敗於該屆冠軍西班牙。
2010年世界杯中，布馮於小組賽第一輪對陣巴拉圭時受傷，半場已被換下。欠缺布馮和派路的意大利最終三戰二和一負墊底出局。
2012年歐洲國家盃中，布馮接替退役的簡拿華路正式以隊長身份出戰。布馮在半準決賽對陣英格蘭一役，於門前六碼撲出格伦·约翰逊的射門、於互射十二碼中救出艾殊利·高爾的十二碼帶領意大利擊敗英格蘭，準決賽又力阻大熱門德國隊，並以1140分鐘打破了保罗·马尔蒂尼创下的纪录成為意大利歷史上歐洲盃出場時間第一人。但在決賽面對老對手西班牙，意大利隊多名後防球員先後受傷，下半場更以十人應戰，最後以0-4慘敗於應屆冠軍西班牙，奪得亞軍。
2017年11月13日，在2018年國際足協世界盃預選賽歐洲區附加賽中，在意大利0:1落敗於瑞典確定無缘世界杯後，布馮亦向外界公開宣布永久退出國家隊。這次的失利，令布馮無法締造首位參加6屆世界杯的新紀錄。

## 職業生涯統計
最後更新：2023年12月30日
| 球會         | 賽季         | 聯賽         | 聯賽 | 聯賽 | 國內盃賽 | 國內盃賽 | 聯賽盃 | 聯賽盃 | 歐洲賽事 | 歐洲賽事 | 其他 | 其他 | 合計 | 合計 |
| 球會         | 賽季         | 聯賽         | 出場 | 入球 | 出場     | 入球     | 出場   | 入球   | 出場     | 入球     | 出場 | 入球 | 出場 | 入球 |
| ------------ | ------------ | ------------ | ---- | ---- | -------- | -------- | ------ | ------ | -------- | -------- | ---- | ---- | ---- | ---- |
| 帕爾馬       | 1995–96      | 意甲         | 9    | 0    | 0        | 0        | -      | -      | 0        | 0        | –    | –    | 9    | 0    |
| 帕爾馬       | 1996–97      | 意甲         | 27   | 0    | 0        | 0        | -      | -      | 1        | 0        | 0    | 0    | 28   | 0    |
| 帕爾馬       | 1997–98      | 意甲         | 32   | 0    | 6        | 0        | -      | -      | 8        | 0        | –    | –    | 46   | 0    |
| 帕爾馬       | 1998–99      | 意甲         | 34   | 0    | 6        | 0        | -      | -      | 11       | 0        | –    | –    | 51   | 0    |
| 帕爾馬       | 1999–00      | 意甲         | 32   | 0    | 0        | 0        | -      | -      | 9        | 0        | 2    | 0    | 43   | 0    |
| 帕爾馬       | 2000–01      | 意甲         | 34   | 0    | 2        | 0        | -      | -      | 7        | 0        | –    | –    | 43   | 0    |
| 帕爾馬       | 合计         | 合计         | 168  | 0    | 14       | 0        | -      | -      | 36       | 0        | 2    | 0    | 220  | 0    |
| 祖雲達斯     | 2001–02      | 意甲         | 34   | 0    | 1        | 0        | -      | -      | 10       | 0        | –    | –    | 45   | 0    |
| 祖雲達斯     | 2002–03      | 意甲         | 32   | 0    | 0        | 0        | -      | -      | 15       | 0        | 1    | 0    | 48   | 0    |
| 祖雲達斯     | 2003–04      | 意甲         | 32   | 0    | 0        | 0        | -      | -      | 6        | 0        | 1    | 0    | 39   | 0    |
| 祖雲達斯     | 2004–05      | 意甲         | 37   | 0    | 0        | 0        | -      | -      | 11       | 0        | –    | –    | 48   | 0    |
| 祖雲達斯     | 2005–06      | 意甲         | 18   | 0    | 2        | 0        | -      | -      | 4        | 0        | 0    | 0    | 24   | 0    |
| 祖雲達斯     | 2006–07      | 意乙         | 37   | 0    | 3        | 0        | -      | -      | -        | -        | –    | –    | 40   | 0    |
| 祖雲達斯     | 2007–08      | 意甲         | 34   | 0    | 1        | 0        | -      | -      | -        | -        | –    | –    | 35   | 0    |
| 祖雲達斯     | 2008–09      | 意甲         | 23   | 0    | 2        | 0        | -      | -      | 5        | 0        | –    | –    | 30   | 0    |
| 祖雲達斯     | 2009–10      | 意甲         | 27   | 0    | 1        | 0        | -      | -      | 7        | 0        | –    | –    | 35   | 0    |
| 祖雲達斯     | 2010–11      | 意甲         | 16   | 0    | 1        | 0        | -      | -      | -        | -        | –    | –    | 17   | 0    |
| 祖雲達斯     | 2011–12      | 意甲         | 35   | 0    | 0        | 0        | -      | -      | -        | -        | –    | –    | 35   | 0    |
| 祖雲達斯     | 2012–13      | 意甲         | 32   | 0    | 1        | 0        | -      | -      | 10       | 0        | 1    | 0    | 44   | 0    |
| 祖雲達斯     | 2013–14      | 意甲         | 33   | 0    | 0        | 0        | -      | -      | 14       | 0        | 1    | 0    | 48   | 0    |
| 祖雲達斯     | 2014–15      | 意甲         | 33   | 0    | 0        | 0        | -      | -      | 13       | 0        | 1    | 0    | 47   | 0    |
| 祖雲達斯     | 2015–16      | 意甲         | 35   | 0    | 0        | 0        | -      | -      | 8        | 0        | 1    | 0    | 44   | 0    |
| 祖雲達斯     | 2016–17      | 意甲         | 30   | 0    | 0        | 0        | -      | -      | 12       | 0        | 1    | 0    | 43   | 0    |
| 祖雲達斯     | 2017–18      | 意甲         | 21   | 0    | 3        | 0        | -      | -      | 9        | 0        | 1    | 0    | 34   | 0    |
| 祖雲達斯     | 合計         | 合計         | 509  | 0    | 15       | 0        | -      | -      | 124      | 0        | 8    | 0    | 656  | 0    |
| 巴黎聖日耳門 | 2018–19      | 法甲         | 17   | 0    | 1        | 0        | 1      | 0      | 5        | 0        | 1    | 0    | 25   | 0    |
| 祖雲達斯     | 2019–20      | 意甲         | 9    | 0    | 5        | 0        | -      | -      | 1        | 0        | –    | –    | 15   | 0    |
| 祖雲達斯     | 2020–21      | 意甲         | 8    | 0    | 5        | 0        | -      | -      | 1        | 0        | –    | –    | 14   | 0    |
| 祖雲達斯     | 合計         | 合計         | 17   | 0    | 10       | 0        | -      | -      | 2        | 0        | 8    | 0    | 29   | 0    |
| 帕爾馬       | 2021–22      | 意乙         | 26   | 0    | 0        | 0        | -      | -      | -        | -        | –    | –    | 26   | 0    |
| 帕爾馬       | 2022–23      | 意乙         | 17   | 0    | 1        | 0        | -      | -      | -        | -        | 1    | 0    | 19   | 0    |
| 帕爾馬       | 合計         | 合計         | 43   | 0    | 1        | 0        | -      | -      | -        | -        | 1    | 0    | 45   | 0    |
| 職業生涯合計 | 職業生涯合計 | 職業生涯合計 | 754  | 0    | 41       | 0        | 1      | 0      | 167      | 0        | 12   | 0    | 975  | 0    |

1. 1 2 3  全數均在欧洲联盟杯中出場
2. 1 2 3 4 5 6 7 8 9 10 11 12 13 14 15  全數均在意大利盃中出場
3. 1 2 3 4 5 6 7 8 9 10 11 12 13 14 15  全數均在欧冠中出場
4. ↑  在欧冠中有2次出场，在联盟杯中有7次出场
5. ↑  在意大利超级杯中有1次出场, 在2000–01赛季欧冠意甲预选赛中有一次出场
6. 1 2 3 4 5 6 7 8  在意大利超级杯中有1次出场
7. ↑  在欧冠中有6次出场，在欧联杯中有1次出场
8. ↑  在欧冠中有6次出场，在欧联杯中有8次出场
9. ↑  全數均在法國盃中出場
10. ↑  全數均在法國聯賽盃中出場

### 紀錄
意甲
- 意甲上陣次數紀錄第二位: 634場
- 意甲單季最長連續不失球紀錄保持者: 意甲2015-16, 974分鐘[33]
- 意甲不失球場數紀錄保持者: 266場
- 贏得最多意大利足球甲级联赛最佳守门员: 10次
- 祖雲達斯在各項賽事中上陣次數紀錄第二位: 572場
- 意大利盃奪冠次數最多：6次（與羅貝托·曼奇尼共享）[21]

歐洲
- 自歐洲足協年度最有價值球員頒發以來, 只有一位以守門員身份贏得該項殊榮: 保方, 2003年[34]
- 各項歐洲賽事的外圍賽最長不敗紀錄: 568分鐘[35]
- 各項UEFA的賽事上陣次數紀錄保持者: 54場

國際
- 长达十七年的守門員最高轉會費紀錄保持者(2001-2018)
- 意大利國家隊上陣次數紀錄保持者: 175場
- 意大利國家隊不失球場數紀錄保持者: 62場
- 自世界盃舉行以來單屆世界盃最少失球且贏得該屆冠軍的守門員: 2006年世界盃, 7次上陣僅失2球 (其他紀錄保持者:卡斯拿斯、巴夫斯)[36]
- 單屆世界盃最多不失球場數: 2006年世界盃, 5場 (其他紀錄保持者:卡斯拿斯、巴夫斯、蘇巴保拿、辛格、簡尼)[36]
- 參與世界盃次數紀錄保持者: 5屆(1998, 2002, 2006, 2010, 2014)[37]

## 榮譽

### 球會
帕爾馬
- 歐洲足協杯：1998-99
- 意大利盃：1998-99
- 意大利超級盃：1999

 祖雲達斯
- 意甲聯賽冠軍：2001-02、2002-03、2004-05、2005-06、2011-12、2012-13、2013-14、2014-15、2015-16、2016-17、2017-18、2019-20
- 意大利盃冠軍：2014-15、2015-16、2016-17、2020-21[21]
- 意大利超級盃冠軍：2002、2003、2012、2013、2020
- 意乙聯賽冠軍: 2006-07

 巴黎聖日耳曼
- 法國超級盃冠軍：2018
- 法甲冠軍：2018-19

### 國家隊
意大利
- 世界盃冠軍：2006
- 歐洲國家盃亞軍：2012
- 洲際國家盃季軍：2013

 意大利U21
- 歐洲U-21足球錦標賽︰1996

### 個人
- 欧洲足联年度最佳阵容：2003、2004、2006
- 歐洲足協年度最有價值球員 ：2003
- 歐洲足協年度最佳門將 ：2003
- 意甲年度最佳門將 ：1999、2001、2002、2003、2005、2006、2008、2012、2014
- 意甲年度最佳阵容（英语：Serie A Team of the Year） ：2012、2014
- FIFA 100
- 世界盃耶辛獎 ：2006
- 2006 世界杯全明星隊
- 歐洲足球先生銀獎：2006
- 國際職業足球員協會年度世界最佳十一人︰2005-06、2006-07
- 國際足球歷史和統計聯合會21世纪最佳门将
- 國際足球歷史和統計聯合會
- 歐霸盃年度最佳阵容: 2013-14

| 體育角色           | 體育角色                             | 體育角色               |
| ------------------ | ------------------------------------ | ---------------------- |
| 前任： 德尔·皮耶罗 | 祖雲達斯隊長 2012年-2018年           | 繼任： 乔吉奥·基耶利尼 |
| 前任：             | 意大利國家足球隊隊長 2012年-2018年   | 繼任： 乔吉奥·基耶利尼 |
| 獎項               |                                      |                        |
| 前任： 施丹        | 歐洲足協最有價值球員 2002年-03年     | 繼任： 迪高            |
| 前任： 簡尼        | 歐洲足協足球會獎最佳門將 2002年-03年 | 繼任： 拜亞            |
| 前任： 簡尼        | 世界盃雅辛獎 2006年                  | 繼任： 卡斯拿斯        |

## 外部連結
- Soccerway資料庫：詹路易吉·布冯